# Pisa Sporting Club 1988-1989
Questa voce raccoglie le informazioni riguardanti il Pisa Sporting Club nelle competizioni ufficiali della stagione 1988-1989.

## Stagione

Il neoacquisto Been discute con il milanista e connazionale van Basten

Nella Stagione 1988-1989, dopo la sofferta salvezza giunta al termine del campionato scorso, il Pisa del presidente Romeo Anconetani, ha affidato la panchina a Bruno Bolchi e ceduti Claudio Sclosa alla Lazio e Carlos Dunga alla Fiorentina, ha tentato di ripetersi, puntando ancora su nuovi stranieri, con gli arrivi dell'olandese Mario Been e del belga Francis Severeyns.
Ma le difficoltà ad andare a rete, hanno relegato presto i nerazzurri sul fondo della classifica. Il fallimentare rendimento di Francis Severeyns ha costretto Anconetani a correre ai ripari, ingaggiando nel mercato autunnale Giuseppe Incocciati, l'ex atalantino ha segnato sette reti, senza riuscire però ad invertire la tendenza. Anche i cambi di allenatore, da Bruno Bolchi a Luca Giannini, non hanno portato ai miglioramenti attesi, e così il Pisa è retrocesso, piazzandosi al penultimo posto con 23 punti, e con solo 17 gol all'attivo, media di un gol ogni due partite, il peggiore attacco del campionato. Con i nerazzurri sono scesi di categoria il Torino, il Pescara ed il Como, lo scudetto è stato stravinto dall'Inter di Giovanni Trapattoni.
Paradossalmente è stato un buon rendimento sotto rete, a garantire invece al Pisa la sua miglior prestazione di sempre in Coppa Italia, dove è giunto fino alle semifinali, eliminato dal Napoli. Ha vinto, prima del campionato, il sesto girone della prima fase, promosso alla seconda con Fiorentina ed Ancona. Ha poi vinto il terzo girone della seconda fase, superando Ancona, Roma e Pescara, nei quarti di finale a gennaio, ha eliminato nel doppio confronto il Verona, poi come detto, ha ceduto al Napoli il passaggio alla finale.

## Divise e sponsor
Lo sponsor tecnico per la stagione 1988-1989 fu Hummel, mentre lo sponsor ufficiale fu Saeco.
| Casa | Trasferta | Trasferta 2 | Alternativa |

## Organigramma societario
Area direttiva
- Presidente: Romeo Anconetani
- Consigliere: Pierluigi Meciani
- General manager: Adolfo Anconetani
- Direttore generale: Alessandro Anconetani

Area tecnica
- Allenatore: Bruno Bolchi, poi dal 13 marzo Luca Giannini, infine dal 18 aprile Lamberto Giorgis
- Allenatore in seconda: Mauro Viviani
- Preparatore atletico: Massimo Pierotti
- Massaggiatore: Andrej Micheletti

## Rosa
| N. |                        | Ruolo | Calciatore                |
| -- | ---------------------- | ----- | ------------------------- |
|    | Italia (bandiera)      | P     | Gianpaolo Grudina         |
|    | Italia (bandiera)      | P     | Alessandro Nista          |
|    | Italia (bandiera)      | D     | Antonio Cavallo           |
|    | Italia (bandiera)      | D     | Stefano Dianda            |
|    | Inghilterra (bandiera) | D     | Paul Elliott              |
|    | Italia (bandiera)      | D     | Mario Faccenda (Capitano) |
|    | Italia (bandiera)      | D     | Davide Lucarelli          |
|    | Italia (bandiera)      | D     | Mirko Taccola             |
|    | Italia (bandiera)      | D     | Devis Tonini              |
|    | Italia (bandiera)      | C     | Massimiliano Allegri      |
|    | Paesi Bassi (bandiera) | C     | Mario Been                |
|    | Italia (bandiera)      | C     | Daniele Bernazzani        |

| N. |                   | Ruolo | Calciatore          |
| -- | ----------------- | ----- | ------------------- |
|    | Italia (bandiera) | C     | Mauro Boccafresca   |
|    | Italia (bandiera) | C     | Mario Brandani      |
|    | Italia (bandiera) | C     | Costanzo Celestini  |
|    | Italia (bandiera) | C     | Paolo Cristallini   |
|    | Italia (bandiera) | C     | Stefano Cuoghi      |
|    | Italia (bandiera) | C     | Aldo Dolcetti       |
|    | Italia (bandiera) | C     | David Fiorentini    |
|    | Italia (bandiera) | C     | Francesco Gazzaneo  |
|    | Italia (bandiera) | A     | Giuseppe Incocciati |
|    | Italia (bandiera) | A     | Nicola Martini      |
|    | Italia (bandiera) | A     | Lamberto Piovanelli |
|    | Belgio (bandiera) | A     | Francis Severeyns   |

## Risultati

### Serie A

#### Girone di andata
| Arbitro: | Sguizzato (Verona) |

|  |           |                          |
|  | Marcatori | 2’ Lorenzo 45’ Marronaro |

| Arbitro: | Pezzella (Frattamaggiore) |

|                                             |           |                |
| Brehme 52’ Díaz 75’ Serena 84’ Matthäus 88’ | Marcatori | 29’ Bernazzani |

| Arbitro: | Lanese (Messina) |

|              |           |                   |
| Brandani 11’ | Marcatori | 90’ (rig.) Vialli |

| Arbitro: | Felicani (Bologna) |

|              |           |  |
| Miggiano 86’ | Marcatori |  |

| Arbitro: | Sguizzato (Verona) |

|                                |           |              |
| Rizzitelli 25’ Tempestilli 69’ | Marcatori | 40’ Faccenda |

| Pisa 20 novembre 1988 6ª giornata | Pisa                | 0 – 0 | Fiorentina | Stadio Arena Garibaldi\| Arbitro: \| Lo Bello (Siracusa) \| |
| Arbitro:                          | Lo Bello (Siracusa) |       |            |                                                             |

| Arbitro: | Longhi (Roma) |

|  |           |                |
|  | Marcatori | 63’ Incocciati |

| Arbitro: | Pezzella (Frattamaggiore) |

|                 |           |                                                              |
| Been 85’ (rig.) | Marcatori | 4’ Rui Barros 33’ Altobelli 47’ Laudrup I 80’ (rig.) Cabrini |

| Arbitro: | Cornieti (Forlì) |

|               |           |  |
| Fortunato 37’ | Marcatori |  |

| Arbitro: | Magni (Bergamo) |

|                |           |  |
| Incocciati 68’ | Marcatori |  |

| Arbitro: | Di Cola (Avezzano) |

|                |           |          |
| Incocciati 36’ | Marcatori | 86’ Sosa |

| Arbitro: | Sguizzato (Verona) |

|           |           |                 |
| Simone 1’ | Marcatori | 60’ Boccafresca |

| Torino 15 gennaio 1989 13ª giornata | Torino              | 0 – 0 | Pisa | Stadio Comunale\| Arbitro: \| F. Baldas (Trieste) \| |
| Arbitro:                            | F. Baldas (Trieste) |       |      |                                                      |

| Arbitro: | Fabricatore (Roma) |

|          |           |  |
| Been 54’ | Marcatori |  |

| Milano 29 gennaio 1989 15ª giornata | Milan            | 0 – 0 | Pisa | Stadio Giuseppe Meazza\| Arbitro: \| Paparesta (Bari) \| |
| Arbitro:                            | Paparesta (Bari) |       |      |                                                          |

| Arbitro: | Agnolin (Bassano del Grappa) |

|  |           |                  |
|  | Marcatori | 32’ A. Carnevale |

| Pescara 12 febbraio 1989 17ª giornata | Pescara             | 0 – 0 | Pisa | Stadio Adriatico\| Arbitro: \| Coppetelli (Tivoli) \| |
| Arbitro:                              | Coppetelli (Tivoli) |       |      |                                                       |

#### Girone di ritorno
| Arbitro: | Magni (Bergamo) |

|            |           |  |
| Bonini 89’ | Marcatori |  |

| Arbitro: | D'Elia (Salerno) |

|  |           |                          |
|  | Marcatori | 36’ Díaz 39’, 51’ Serena |

| Arbitro: | Pezzella (Frattamaggiore) |

|                        |           |  |
| Vialli 60’ (rig.), 79’ | Marcatori |  |

| Arbitro: | Longhi (Roma) |

|                |           |              |
| Incocciati 78’ | Marcatori | 13’ Miggiano |

| Arbitro: | D'Elia (Salerno) |

|                |           |  |
| Boccafresca 3’ | Marcatori |  |

| Arbitro: | Magni (Bergamo) |

|                                          |           |  |
| A. Di Chiara 24’ Borgonovo 31’ Dunga 45’ | Marcatori |  |

| Pisa 9 aprile 1989 24ª giornata | Pisa                | 0 – 0 | Ascoli | Stadio Arena Garibaldi\| Arbitro: \| Lo Bello (Siracusa) \| |
| Arbitro:                        | Lo Bello (Siracusa) |       |        |                                                             |

| Arbitro: | Lanese (Messina) |

|                                            |           |                |
| Buso 10’ De Agostini 30’ (rig.) Napoli 73’ | Marcatori | 45’ Piovanelli |

| Arbitro: | Longhi (Roma) |

|  |           |                 |
|  | Marcatori | 6’ El. Nicolini |

| Arbitro: | Magni (Bergamo) |

|             |           |  |
| Pacione 15’ | Marcatori |  |

| Arbitro: | Pezzella (Frattamaggiore) |

|              |           |  |
| Gregucci 72’ | Marcatori |  |

| Arbitro: | Agnolin (Bassano del Grappa) |

|                                           |           |            |
| Incocciati 9’ (rig.), 28’ Been 69’ (rig.) | Marcatori | 85’ Milton |

| Arbitro: | Lanese (Messina) |

|                |           |  |
| Incocciati 29’ | Marcatori |  |

| Arbitro: | Longhi (Roma) |

|              |           |  |
| Agostini 45’ | Marcatori |  |

| Arbitro: | Beschin (Legnago) |

|  |           |                     |
|  | Marcatori | 33’, 50’ Van Basten |

| Napoli 18 giugno 1989 33ª giornata | Napoli               | 0 – 0 | Pisa | Stadio San Paolo\| Arbitro: \| Trentalange (Torino) \| |
| Arbitro:                           | Trentalange (Torino) |       |      |                                                        |

| Arbitro: | F. Baldas (Trieste) |

|                |           |                 |
| Piovanelli 67’ | Marcatori | 4’ Berlinghieri |

### Coppa Italia

#### Prima fase 6º gruppo
| Arbitro: | Dal Forno (Ivrea) |

|             |           |                        |
| Cangini 53’ | Marcatori | 21’ Been 23’ Lucarelli |

| Arbitro: | Bailo (Novi Ligure) |

|                 |           |                       |
| Cornacchini 68’ | Marcatori | 56’ (aut.) Zoppellaro |

| Arbitro: | Cornieti (Forlì) |

|                                           |           |                      |
| Been 7’ Piovanelli 30’ Severeyns 37’, 77’ | Marcatori | 66’ Baggio 90’ Dunga |

| Arbitro: | Coppetelli (Tivoli) |

|                        |           |               |
| D. Fontolan 44’ (rig.) | Marcatori | 89’ Lucarelli |

| Arbitro: | Cornieti (Forlì) |

|               |           |               |
| Severeyns 27’ | Marcatori | 73’ Francioso |

#### Seconda fase 3º gruppo
| Arbitro: | D'Elia (Salerno) |

|                                              |           |                     |
| Severeyns 50’ Piovanelli 57’ Been 86’ (rig.) | Marcatori | 77’ (rig.) Giannini |

| Arbitro: | Pezzella (Frattamaggiore) |

|                      |           |                         |
| Pagano 43’ Bruno 70’ | Marcatori | 19’ Bernazzani 68’ Been |

| Arbitro: | Longhi (Roma) |

|                 |           |            |
| Been 78’ (rig.) | Marcatori | 31’ Brondi |

#### Fase finale
| Arbitro: | Fabricatore (Roma) |

|                                 |           |               |
| Terracciano 14’ F. Marangon 69’ | Marcatori | 29’ Severeyns |

| Arbitro: | Pezzella (Frattamaggiore) |

|                |           |  |
| Incocciati 85’ | Marcatori |  |

| Arbitro: | Lo Bello (Siracusa) |

|  |           |                               |
|  | Marcatori | 35’ A. Carnevale 69’ Maradona |

| Arbitro: | Sguizzato (Verona) |

|               |           |  |
| F. Romano 13’ | Marcatori |  |

## Statistiche

### Statistiche di squadra
| Competizione | Punti | In casa | In casa | In casa | In casa | In casa | In casa | In trasferta | In trasferta | In trasferta | In trasferta | In trasferta | In trasferta | Totale | Totale | Totale | Totale | Totale | Totale | DR  |
| Competizione | Punti | G       | V       | N       | P       | Gf      | Gs      | G            | V            | N            | P            | Gf           | Gs           | G      | V      | N      | P      | Gf     | Gs     | DR  |
| ------------ | ----- | ------- | ------- | ------- | ------- | ------- | ------- | ------------ | ------------ | ------------ | ------------ | ------------ | ------------ | ------ | ------ | ------ | ------ | ------ | ------ | --- |
| Serie A      | 23    | 17      | 5       | 6       | 6       | 12      | 18      | 17           | 1            | 5            | 11           | 5            | 21           | 34     | 6      | 11     | 17     | 17     | 39     | -22 |
| Coppa Italia |       | 6       | 3       | 2       | 1       | 10      | 7       | 6            | 1            | 3            | 2            | 7            | 8            | 12     | 4      | 5      | 3      | 17     | 15     | +2  |
| Totale       |       | 23      | 8       | 8       | 7       | 22      | 25      | 23           | 2            | 8            | 13           | 12           | 29           | 46     | 10     | 16     | 20     | 34     | 54     | -20 |

### Statistiche dei giocatori[7]
| Giocatore      | Serie A  | Serie A | Serie A     | Serie A    | Coppa Italia | Coppa Italia | Coppa Italia | Coppa Italia | Totale   | Totale | Totale      | Totale     |
| Giocatore      | Presenze | Reti    | Ammonizioni | Espulsioni | Presenze     | Reti         | Ammonizioni  | Espulsioni   | Presenze | Reti   | Ammonizioni | Espulsioni |
| -------------- | -------- | ------- | ----------- | ---------- | ------------ | ------------ | ------------ | ------------ | -------- | ------ | ----------- | ---------- |
| M. Allegri     | 2        | 0       | ?           | ?          | 3            | 0            | ?            | ?            | 5        | 0      | ?           | ?          |
| M. Been        | 27       | 3       | ?           | ?          | 11           | 5            | ?            | ?            | 38       | 8      | ?           | ?          |
| D. Bernazzani  | 31       | 1       | ?           | ?          | 11           | 1            | ?            | ?            | 42       | 2      | ?           | ?          |
| M. Boccafresca | 27       | 2       | ?           | ?          | 4            | 0            | ?            | ?            | 31       | 2      | ?           | ?          |
| M. Brandani    | 12       | 1       | ?           | ?          | 10           | 0            | ?            | ?            | 22       | 1      | ?           | ?          |
| B. Caneo       | -        | -       | -           | -          | 8            | 0            | ?            | ?            | 8        | 0      | 0+          | 0+         |
| A. Cavallo     | 31       | 0       | ?           | ?          | 12           | 0            | ?            | ?            | 43       | 0      | ?           | ?          |
| C. Celestini   | 4        | 0       | ?           | ?          | 6            | 0            | ?            | ?            | 10       | 0      | ?           | ?          |
| S. Cuoghi      | 26       | 0       | ?           | ?          | 3            | 0            | ?            | ?            | 29       | 0      | ?           | ?          |
| S. Dianda      | 19       | 0       | ?           | ?          | 12           | 0            | ?            | ?            | 31       | 0      | ?           | ?          |
| A. Dolcetti    | 24       | 0       | ?           | ?          | 8            | 0            | ?            | ?            | 32       | 0      | ?           | ?          |
| P. Elliott     | 13       | 0       | ?           | ?          | -            | -            | -            | -            | 13       | 0      | 0+          | 0+         |
| M. Faccenda    | 27       | 1       | ?           | ?          | 11           | 0            | ?            | ?            | 38       | 1      | ?           | ?          |
| D. Fiorentini  | 8        | 0       | ?           | ?          | 6            | 0            | ?            | ?            | 14       | 0      | ?           | ?          |
| F. Gazzaneo    | 26       | 0       | ?           | ?          | 7            | 0            | ?            | ?            | 33       | 0      | ?           | ?          |
| G. Grudina     | 26       | -25     | ?           | ?          | 3            | -3           | ?            | ?            | 29       | -28    | ?           | ?          |
| G. Incocciati  | 26       | 7       | ?           | ?          | 3            | 1            | ?            | ?            | 29       | 8      | ?           | ?          |
| D. Lucarelli   | 26       | 0       | ?           | ?          | 11           | 2            | ?            | ?            | 37       | 2      | ?           | ?          |
| N. Martini     | 5        | 0       | ?           | ?          | 6            | 0            | ?            | ?            | 11       | 0      | ?           | ?          |
| A. Nista       | 8        | -14     | ?           | ?          | 9            | -11          | ?            | ?            | 17       | -25    | ?           | ?          |
| L. Piovanelli  | 27       | 2       | ?           | ?          | 11           | 2            | ?            | ?            | 38       | 4      | ?           | ?          |
| F. Severeyns   | 26       | 0       | ?           | ?          | 12           | 5            | ?            | ?            | 38       | 5      | ?           | ?          |
| M. Taccola     | 2        | 0       | ?           | ?          | -            | -            | -            | -            | 2        | 0      | 0+          | 0+         |
| D. Tonini      | 12       | 0       | ?           | ?          | 1            | 0            | ?            | ?            | 13       | 0      | ?           | ?          |